# Chang ITF Thailand Pro Circuit Phuket 2 2012
Il Chang ITF Thailand Pro Circuit Phuket 2 2012 è stato un torneo di tennis facente parte della categoria ITF Women's Circuit nell'ambito dell'ITF Women's Circuit 2012. Il torneo si è giocato a Phuket in Thailandia dal 26 marzo al 1º aprile 2012 su campi in cemento e aveva un montepremi di $25,000.

## Vincitori

### Singolare
Marta Sirotkina ha battuto in finale  Claire Feuerstein con il punteggio di 7–5, 7–6(6)

### Doppio
Noppawan Lertcheewakarn /  Saisai Zheng hanno battuto in finale  Han Xinyun /  Sheng-Nan Sun per 6–3, 6–3.